# Errina hicksoni
Errina hicksoni is een hydroïdpoliep uit de familie Stylasteridae. De poliep komt uit het geslacht Errina. Errina hicksoni werd in 1991 voor het eerst wetenschappelijk beschreven door Cairns. 